# Kelsale cum Carlton
Kelsale cum Carlton is een civil parish in het bestuurlijke gebied Suffolk Coastal, in het Engelse graafschap Suffolk. In 2001 telde het dorp 977 inwoners.